# La Tène (Neuchâtel)
|  | Aquest article tracta sobre la divisió administrativa suïssa. Si cerqueu el jaciment de l'edat de ferro, vegeu «jaciment de La Tène». |

La Tène és un comú suís al districte de Neuchâtel del cantó de Neuchâtel.